# 普拉特鎮區 (愛荷華州尤寧縣)
普拉特鎮區（英語：Platte Township）是位於美國愛荷華州猶尼昂縣的一個行政鎮區。

## 地方資料
根據2010年美國人口普查的數據，普拉特鎮區的面積為91.28平方千米，當中陸地面積為90.85平方千米，而水域面積為0.43平方千米。當地共有人口254人，而人口密度為每平方千米2.78人。